# Jean-Marc Bachelier
Jean-Marc Bachelier (ur. 1 maja 1957 roku w Paryżu) – francuski kierowca wyścigowy.

## Kariera
Bachelier rozpoczął karierę w międzynarodowych wyścigach samochodowych w 1999 roku od startów we French GT Championship, gdzie jednak nie zdobywał punktów. W późniejszych latach Francuz pojawiał się także w stawce V de V Challenge Endurance Moderne, V de V Endurance VHC, International GT Open, Ferrari Challenge Europe, V de V Challenge Endurance Moderne, ADAC GT Masters, FIA GT3 European Championship, Ferrari Challenge Italy, Blancpain Endurance Series, 24 Hours of Barcelona, 24-godzinnego wyścigu Le Mans, FIA World Endurance Championship oraz European Le Mans Series.